# العلاقات الإسبانية السورينامية
العلاقات الإسبانية السورينامية هي العلاقات الثنائية التي تجمع بين إسبانيا وسورينام.

## مقارنة بين البلدين
هذه مقارنة عامة ومرجعية للدولتين:
| وجه المقارنة                                              | إسبانيا                                                                             | سورينام                        |
| --------------------------------------------------------- | ----------------------------------------------------------------------------------- | ------------------------------ |
| المساحة (كم2)                                             | 505.99 ألف                                                                          | 163.27 ألف                     |
| عدد السكان (نسمة)                                         | 46.73 مليون                                                                         | 563.40 ألف                     |
| الكثافة السكانية (ن./كم²)                                 | 92.35                                                                               | 3.45                           |
| العاصمة                                                   | مدريد                                                                               | باراماريبو                     |
| اللغة الرسمية                                             | اللغة الإسبانية، اللغة الغاليسية، لغة بشكنشية، اللغة الكتالونية، اللغة الأوكسيتانية | اللغة الهولندية                |
| العملة                                                    | يورو، بيزيتا إسبانية                                                                | دولار سورينامي، غيلدر سورينامي |
| الناتج المحلي الإجمالي (بليون دولار)                      | 1.31 تريليون                                                                        | 3.32 مليار                     |
| الناتج المحلي الإجمالي (تعادل القوة الشرائية) بليون دولار | 1.77 تريليون                                                                        | 9.07 مليار                     |
| الناتج المحلي الإجمالي الاسمي للفرد دولار أمريكي          | 28.16 ألف                                                                           | 9.48 ألف                       |
| الناتج المحلي الإجمالي للفرد دولار أمريكي                 | 38.00 ألف                                                                           | 16.64 ألف                      |
| مؤشر التنمية البشرية                                      | 0.876                                                                               | 0.714                          |
| رمز المكالمات الدولي                                      | +34                                                                                 | +597                           |
| رمز الإنترنت                                              | .es                                                                                 | .sr                            |
| المنطقة الزمنية                                           | ت ع م+01:00، ت ع م+02:00                                                            | 00                             |

## منظمات دولية مشتركة
يشترك البلدان في عضوية مجموعة من المنظمات الدولية، منها:
| علم المنظمة | اسم المنظمة                        | تاريخ انضمام إسبانيا | تاريخ انضمام سورينام |
| ----------- | ---------------------------------- | -------------------- | -------------------- |
|             | يونسكو                             | 30 يناير 1953        | 16 يوليو 1976        |
|             | وكالة ضمان الاستثمار متعدد الأطراف | 29 أبريل 1988        | 2 يوليو 2003         |
|             | الأمم المتحدة                      | 14 ديسمبر 1955       | 4 ديسمبر 1975        |
|             | الاتحاد البريدي العالمي            | ?                    | ?                    |
|             | البنك الدولي للإنشاء والتعمير      | 15 سبتمبر 1958       | 27 يونيو 1978        |
|             | المنظمة الهيدروغرافية الدولية      | ?                    | ?                    |
|             | الاتحاد الدولي للاتصالات           | 1866                 | 15 يوليو 1976        |
|             | منظمة حظر الأسلحة الكيميائية       | ?                    | ?                    |
|             | مؤسسة التمويل الدولية              | 24 مارس 1960         | 1 سبتمبر 2011        |
|             | منظمة التجارة العالمية             | ?                    | ?                    |
|             | منظمة الشرطة الجنائية الدولية      | ?                    | ?                    |

## وصلات خارجية
- موقع وزارة الخارجية الإسبانية
- موقع وزارة الخارجية السورينامية